# Bai Xianyong

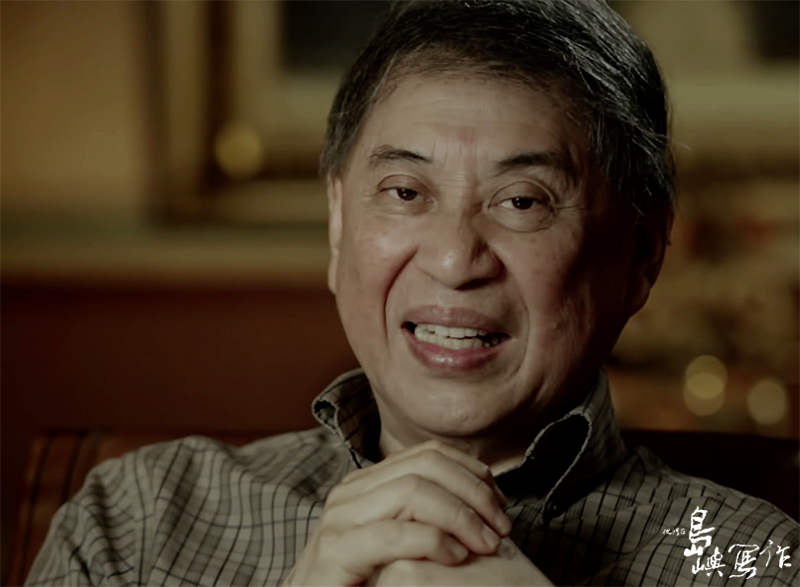
Bai Xianyong, 2017

Bai Xianyong (auch: Kenneth Hsien-yung Pai, chinesisch 白先勇, Pinyin Bái Xiānyǒng, W.-G. Pai Hsien-yung, Pe̍h-ōe-jī Pe̍h Sian-ióng; geboren am 11. Juli 1937 in Guilin, Republik China) ist ein chinesischsprachiger Autor aus Taiwan.

## Biographie
Bai Xianyong kam im Südosten Chinas als Kind des bekannten Kuomintang-Generals und Warlords Bai Chongxi (Pai Chung-hsi) zur Welt. Er hat neun Geschwister, mit denen er im muslimischen Glauben erzogen wurde.
Seine Familie zog einige Male innerhalb Festland-Chinas um und lebte zeitweise in Nanjing, Shanghai und Chongqing. Auf Grund der Ereignisse des chinesischen Bürgerkrieges flüchtete sie nach Hongkong wo Bai Xianyong von 1948 bis 1952 die katholische Jungen-Hochschule La Salle besuchte. 1952 siedelte die Familie nach Taiwan über. 1956 begann er an der Cheng-Kung-Nationaluniversität in Tainan Wasserbau zu studieren, da er vorhatte am Drei-Schluchten-Damm-Projekt mitzuarbeiten. Bald darauf entdeckte er jedoch sein Interesse an der Literatur und wechselte 1957 auf die Staatliche Universität Taiwan in Taipei um Englische Literatur zu studieren. 1960 gründete er mit einigen anderen Studenten die Literaturzeitschrift Moderne Literatur (Xiandai wenxue), in der er sein Talent zeigen konnte und erste Werke veröffentlichte. 1964 erhielt er ein Stipendium für den Writers Workshop der University of Iowa und studierte Kreatives Schreiben und Literaturtheorie. Nachdem er 1964 seinen MA bekommen hatte, wurde er zum Professor für Chinesische Literatur an der University of California, Santa Barbara berufen. In den USA wechselte er die Religion und wurde Buddhist. Seit 1994 ist Bai Xianyong emeritiert (UCSB).

## Charakteristik
Die meisten seiner literarischen Werke hat Bai Xianyong aus der Perspektive einer gesellschaftlichen Randfigur geschrieben, die oft Schreckliches und Unerhörtes erlebt. Dabei gibt er sich als neutraler Beobachter und wahrt die emotionale Distanz zwischen Erzähler und Erzähltem. Sein einziger Roman „Söhne des Bösen“/ Nièzǐ wurde 1986 verfilmt, wobei er das Drehbuch schrieb.

## Werke
- 1958 – Die alte Jin (金大奶奶, Jīn dànǎinǎi), Erzählung
- 1960 – Yu Qing Sao (玉卿嫂, Yùqīng sǎo), Erzählung
- 1960 – Der Traum im Mondlicht (月夢, Yuèmèng), Erzählung
- 1964 – Jugend, Erzählung
- 1964 – Der Tod von Bruder Zhijia (芝加哥之死, Zhījiāgē zhī sǐ), Erzählung (deutsch 1986: Tod in Chicago)
- 1964 – Besteigung eines Wolkenkratzers (上摩天樓去, Shàng mótiān lóu qù), Erzählung
- 1964 – Ein Tag im Lande des Glücks, Erzählung
- 1964 – Die Reise nach Rire Island, Erzählung
- 1969 – Ein Himmel voller blitzender Sterne, Erzählung
- 1971 – Menschen in Taipei (臺北人, Táiběirén), 14 Erzählungen
- 1976 – Einsam mit Siebzehn (寂寞的十七歲, Jìmò de shíqī suì), Erzählungen
- 1983 – Söhne der Sünde (孽子, Nièzǐ), Roman (englisch 1989: Chrystal Boys, deutsch 1995: Treffpunkt Lotossee)

## Werke in deutscher Übersetzung
- Yin Xueyan bleibt Yin Xueyan. Übersetzt von Charlotte Dunsing und Hans Link. In: Blick übers Meer. Chinesische Erzählungen aus Taiwan. Herausgegeben von Helmut Martin, Charlotte Dunsing und Wolf Baus. edition suhrkamp 1129. Suhrkamp Verlag. Frankfurt am Main 1982, ISBN 3-518-11129-9.
- Der letzte Abend im Jahr. Übersetzt von Wolf Baus. In: Blick übers Meer. Chinesische Erzählungen aus Taiwan. Herausgegeben von Helmut Martin, Charlotte Dunsing und Wolf Baus. edition suhrkamp 1129. Suhrkamp Verlag. Frankfurt am Main 1982.
- Die Elegie vom Liangfu-Berg. Übersetzt von Wolf Baus. In: Chinablätter Nr. 13 (April 1986)
- Einsam mit Siebzehn. Übersetzt von Wolf Baus und Susanne Ettl. Enthält Erzählungen aus Menschen in Taipei und Einsam mit Siebzehn. Eugen Diederichs Verlag. Köln 1986, ISBN 3-424-00856-7.[1]
- In einer Winternacht. Übersetzt von Elke Junkers. In: Der Ewige Fluß. Chinesische Erzählungen aus Taiwan. Herausgegeben von Kuo Heng-yü. Berliner China-Studien, Band 9. Minerva-Publikation. München 1986, ISBN 3-597-10465-7.[2]
- Treffpunkt Lotossee. Roman. Übersetzt von Astrid Ehlert. Bruno Gmünder Verlag. Berlin 1995, ISBN 3-86187-021-5.

## Filmografie
- 1986 Nièzǐ (The Outsiders/Söhne des Bösen), Drehbuch (pseud. Shiang Yeong)
- 1998 Gui lin rong ji (My Rice Noodle Shop) Literarische Vorlage: „Gui li rong ji/Rong an der Blumenbrücke“
- 2003 Nièzǐ (Crystal Boys) TV-Serie
- 2005 Gu lian hua (Love’s Lone Flower/); Literarische Vorlage: „Gu lian hua/Blüten einsamer Liebe“